# Ажонкур
Ажонкур (фр. Ajoncourt) насеље је и општина у североисточној Француској у региону Лорена, у департману Мозел која припада префектури Шато Сален.
По подацима из 2011. године у општини је живело 88 становника, а густина насељености је износила 25,14 становника/km². Општина се простире на површини од 3,5 km². Налази се на средњој надморској висини од 195 метара (максималној 227 m, а минималној 187 m).

## Демографија
| 1962. | 1968. | 1975. | 1982. | 1990. | 1999. | 2011. |
| ----- | ----- | ----- | ----- | ----- | ----- | ----- |
| 103   | 114   | 100   | 101   | 100   | 91    | 88    |

График промене броја становника у току последњих година